# Russell Wilson
Russell Carrington Wilson (* 29. November 1988 in Cincinnati, Ohio) ist ein US-amerikanischer American-Football-Spieler auf der Position des Quarterbacks. Er spielte College Football für North Carolina State University und die University of Wisconsin. Im NFL Draft 2012 wurde er in der dritten Runde von den Seattle Seahawks ausgewählt, für die er von 2012 bis 2021 in der National Football League (NFL) aktiv war. Er gewann mit ihnen den Super Bowl XLVIII und wurde bisher neun Mal in den Pro Bowl gewählt. Seit 2025 steht Wilson bei den New York Giants unter Vertrag. Zwischenzeitlich spielte er auch für die Denver Broncos und die Pittsburgh Steelers.

## Karriere

### Highschool
Russell Wilson besuchte die Collegiate School in Richmond, Virginia. In seinen letzten beiden Jahren auf der Highschool erzielte er 6296 geworfene Yards und 74 Touchdownpässe. Zudem lief er für 634 Yards Raumgewinn und erzielte mit seinem Laufspiel 15 Touchdowns.

### College

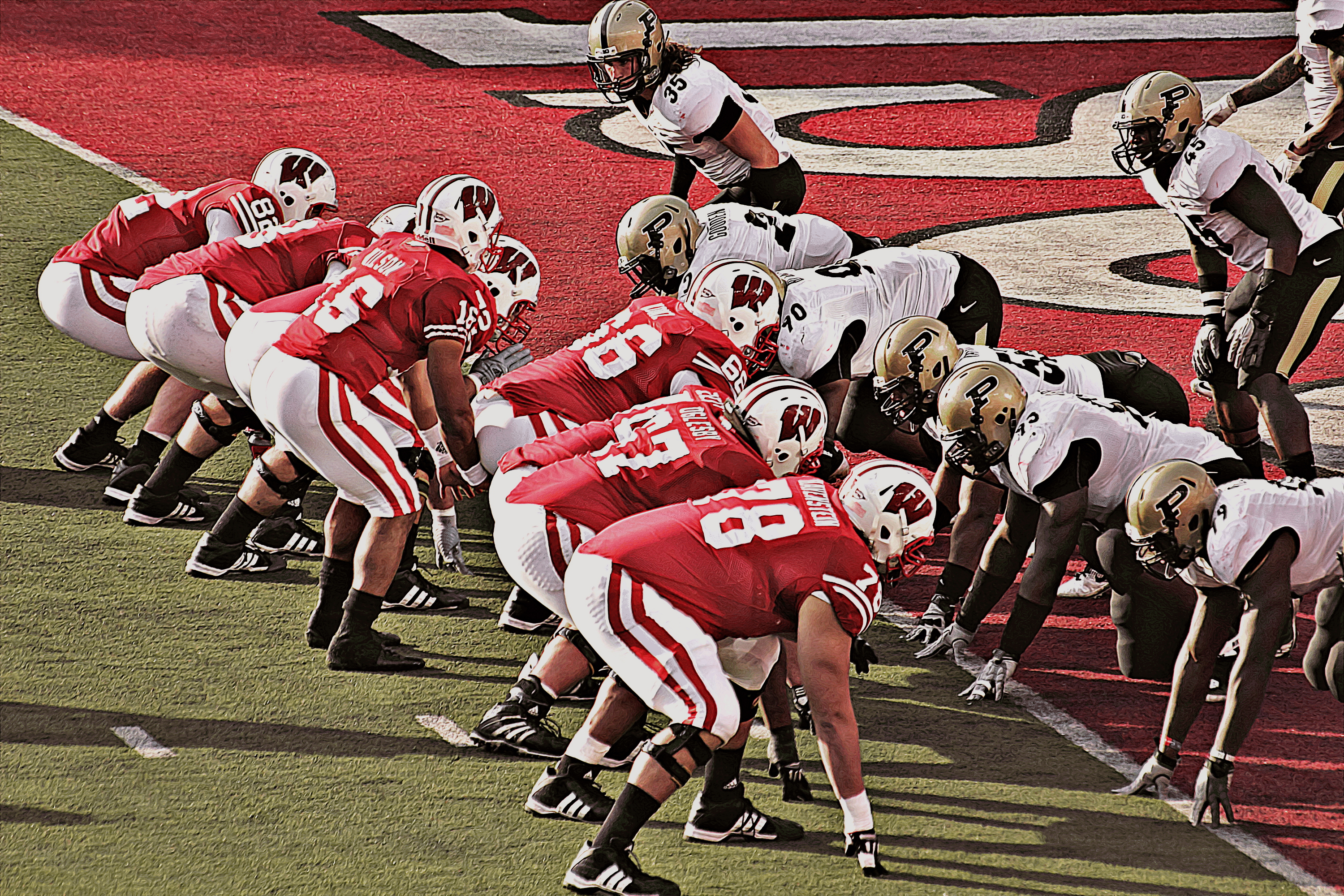
Wilson und die Badgers vor der Endzone der Purdue Boilermakers (2011)

Wilson besuchte von 2008 bis 2010 die North Carolina State University und spielte dort College Football für das NCAA-Team Wolfpack. 2011 wechselte er auf die University of Wisconsin–Madison und spielte dort für die Wisconsin Badgers, mit denen er auch die Big Ten Conference gewann. Russell Wilson wurde beim NFL Draft 2012 von den Seattle Seahawks in der 3. Runde als 75. Spieler ausgewählt.

### NFL
Nach einer guten Preseason von Wilson wurde dieser überraschend zum Starting-Quarterback ernannt und absolvierte sein erstes NFL-Spiel am 9. September 2012 gegen die Arizona Cardinals. In seiner ersten Saison absolvierte Wilson alle 16 Saisonspiele. Zusätzlich konnte sich sein Team für die Play-offs qualifizieren, schied aber in der Divisional Round gegen die Atlanta Falcons aus. In der Abstimmung zum NFL Rookie of the year landete er auf Grund seiner starken Leistungen hinter den Quarterbacks Robert Griffin III von den Washington Redskins und Andrew Luck von den Indianapolis Colts auf Rang drei. In seiner zweiten Saison konnte Russell Wilson seine Leistungen ausbauen und entwickelte sich zum Anführer des Teams. Die Seattle Seahawks konnten auch in diesem Jahr mit einer Bilanz von 13 Siegen und nur drei Niederlagen in der Regular Season erneut die Play-offs erreichen. In den Play-offs der Saison 2013 konnte Wilson mit einem 23:17-Sieg im NFC Championship Game gegen die San Francisco 49ers den Einzug in den Super Bowl XLVIII feiern. Dort gewannen die Seattle Seahawks mit 43:8 gegen die Denver Broncos und somit zum ersten Mal den Super Bowl. Russell Wilson steuerte selber 2 Touchdown-Pässe bei.
In der Saison 2014 sicherte sich Wilson mit den Seahawks, durch eine Bilanz von 12 Siegen und vier Niederlagen und den damit verbundenen ersten Platz in der Setzliste, wieder das Heimspielrecht in den Play-offs. Nachdem die Carolina Panthers und die Green Bay Packers im CenturyLink Field geschlagen werden konnten, zogen sie erneut in den Super Bowl ein. In den Schlusssekunden der Partie gegen die New England Patriots fing Malcolm Butler einen Pass von Wilson auf den in die gegnerische Endzone laufenden Ricardo Lockette ab und verhinderte somit die erfolgreiche Titelverteidigung.
Nachdem er in den ersten neun Spielen der Saison 2015 zehn Touchdowns und sieben Interceptions geworfen hatte, gelangen ihm in den nächsten fünf Spielen 19 Touchdowns ohne Turnover. Damit ist er der einzige Quarterback in der NFL-Geschichte, der in fünf Spielen in Folge mindestens drei Touchdowns warf. Am zwölften Spieltag stellte Wilson beim 39:30-Sieg gegen die Pittsburgh Steelers an seinem 27. Geburtstag einen neuen persönlichen Bestwert auf, als er fünf Touchdown-Pässe und 345 Yards warf. Durch sieben Siege in den letzten acht Spielen gelang ihm mit den Seahawks auch in seiner vierten NFL-Saison der Einzug in die Play-offs. Am Ende der Regular Season stellte Wilson Seahawks-Franchise-Rekorde für geworfene Yards (4.024), geworfene Touchdowns (34) und bestes Quarterback Rating in einer Saison auf (110,1). Damit war er der erste Seahawks-Quarterback der die 4.000 Yard Marke durchbrach und er verfügte ligaweit über das beste Quarterback-Rating. Dies brachte ihm seine dritte Berufung in den Pro Bowl ein.
Die Saison 2017 war für Wilson erfolgreich, führte er doch mit 34 Touchdownpässen die NFL an und war der erst fünfte Quarterback seit 1970, der sein Team in erlaufenen Yards anführte. Durch Schwächen auf anderen Positionen verpassten die Seahawks dennoch erstmals seit Wilsons Ankunft die Play-offs.
In den Saisons 2018 und 2019 hielt Wilson sein Spielniveau und warf in beiden Jahren insgesamt 66 Touchdowns bei nur 12 Interceptions. 2019 galt er auch als Kandidat für den MVP Award, konnte ihn aber nicht gewinnen.
Im März 2022 einigten sich die Seahawks auf einen Trade von Wilson zu den Denver Broncos. Im Austausch gegen Wilson und einen Viertrundenpick erhielt Seattle zwei Erstrundenpicks, zwei Zweitrundenpicks, einen Fünftrundenpick sowie Quarterback Drew Lock, Tight End Noah Fant und Defensive Lineman Shelby Harris. Vor Beginn der Saison 2022 einigten sich die Broncos mit Wilson auf eine Vertragsverlängerung um fünf Jahre im Wert von 245 Millionen US-Dollar.
Allerdings erwies sich die Zeit von Wilson in Denver als großes Missverständnis. Unter Wilson war die Offense der Broncos eine der schlechtesten der Liga, von 30 Spielen mit ihm als Starter gewannen sie nur 11 und verloren 19. Am 4. März 2024 gaben die Broncos bekannt, Wilson zum Start des neuen Ligajahres zu entlassen, obwohl sie ihm wegen der hohen Garantien in seinem Vertrag dennoch 85 Millionen US-Dollar für die folgenden Vertragsjahre zahlen müssen.
Am 15. März 2024 unterschrieb Wilson einen Einjahresvertrag bei den Pittsburgh Steelers.
Für die Saison 2025 nahmen die New York Giants Wilson unter Vertrag.

#### Regular Season Statistik
| Jahr   | Team   | Passspiel | Passspiel | Passspiel | Passspiel | Passspiel | Passspiel | Passspiel | Laufspiel | Laufspiel | Laufspiel | Laufspiel | Laufspiel |
| Jahr   | Team   | Komp      | Versuch   | Quote     | Yards     | TD        | INT       | QB Rtg    | Versuch   | Yards     | Avg       | Lng       | TD        |
| ------ | ------ | --------- | --------- | --------- | --------- | --------- | --------- | --------- | --------- | --------- | --------- | --------- | --------- |
| 2012   | SEA    | 252       | 393       | 64,1      | 3.118     | 26        | 10        | 100,0     | 94        | 489       | 5,2       | 25T       | 4         |
| 2013   | SEA    | 257       | 407       | 63,1      | 3.357     | 26        | 9         | 101,2     | 96        | 539       | 5,6       | 27        | 1         |
| 2014   | SEA    | 285       | 452       | 63,1      | 3.475     | 20        | 7         | 95,0      | 118       | 849       | 7,2       | 55        | 6         |
| 2015   | SEA    | 329       | 483       | 68,1      | 4.024     | 34        | 8         | 110,1     | 103       | 553       | 5,4       | 24        | 1         |
| 2016   | SEA    | 353       | 546       | 64,7      | 4.219     | 21        | 11        | 92,6      | 72        | 259       | 3,6       | 18        | 1         |
| 2017   | SEA    | 339       | 553       | 61,3      | 3.983     | 34        | 11        | 95,4      | 95        | 586       | 6,2       | 31        | 3         |
| 2018   | SEA    | 280       | 427       | 65,6      | 3.448     | 35        | 7         | 110,9     | 67        | 376       | 5,6       | 40        | 0         |
| 2019   | SEA    | 341       | 516       | 66,1      | 4.110     | 31        | 5         | 106,3     | 75        | 342       | 4,7       | 21        | 3         |
| 2020   | SEA    | 384       | 558       | 68,8      | 4.212     | 40        | 13        | 105,1     | 83        | 513       | 6,2       | 38        | 2         |
| 2021   | SEA    | 259       | 400       | 64,8      | 3.113     | 25        | 6         | 103,1     | 43        | 183       | 4,3       | 17        | 2         |
| 2022   | DEN    | 292       | 483       | 60,5      | 3.524     | 16        | 11        | 84,4      | 55        | 277       | 5,0       | 19        | 3         |
| 2023   | DEN    | 297       | 447       | 66,4      | 3.070     | 26        | 8         | 98,0      | 80        | 341       | 4,3       | 21        | 3         |
| 2024   | PIT    | 214       | 336       | 63,7      | 2.482     | 16        | 5         | 95,6      | 43        | 155       | 3,6       | 19        | 2         |
| Gesamt | Gesamt | 3.882     | 6.001     | 64,7      | 46.135    | 350       | 111       | 99,8      | 1024      | 5.462     | 5,3       | 55        | 31        |

## NFL-Rekorde
- Meiste Pass-Yards eines Rookies in einem Play-off-Game: 385 Yards
- Meiste Regular-Season-Siege eines Quarterbacks in seinen ersten zwei Seasons: 24 Siege
- Meiste Gesamtsiege in den ersten beiden Jahren (28, einschließlich Play-offs)
- Meiste Heimsiege in der Rookiesaison: 8 (2012)
- Meiste Spiele in Folge mit mindestens drei Touchdownpässen und keiner Interception: 5 (2014)

## Spielstil
Russell Wilson ist ein Dual-Threat Quarterback, der auch vermehrt selbst läuft (scramblet). So verschafft er sich durch das Herauslaufen aus der Pocket (Offensive Line) mehr Zeit und Übersicht. Wilson hat in seiner NFL-Karriere schon 5198 Yards und 26 Touchdowns selbst erlaufen. (Stand: November 2023) Mit nur 1,9 % abgefangener Würfe ist er statistisch gesehen der bislang viertbeste Quarterback der NFL-Geschichte in dieser Rubrik. Er hat ebenfalls einen Receiving-Touchdown.

## Privates
Am 14. Januar 2012 heiratete Wilson seine langjährige Freundin. Am 23. April 2014 gab Wilson öffentlich bekannt, dass er die Scheidung eingereicht hat. Seit April 2015 ist er in einer Beziehung mit der Sängerin Ciara. Sie verlobten sich im März 2016 und heirateten darauf am 6. Juli.

## Sonstiges
Russell Wilson ist auch ein sehr begabter Baseballspieler. So wurde er 2010 von den Colorado Rockies für ihr Class-A-Team (Minor League Baseball) gedraftet, entschied sich aber für American Football. Zudem drafteten die Texas Rangers Wilson aus PR-Gründen im sogenannten Rule-5-Draft. Er lehnte dankend ab, erschien aber dennoch im Spring-Training zu einem „meet and greet“.
Wilson hatte 2015 einen Cameo-Auftritt in dem Film Entourage.